# Jiul Petroșani
Jiul Petroșani ist ein rumänischer Fußballverein aus Petroșani, der seit 2011 in der Liga III, der dritten rumänischen Fußballliga, spielt. Er gewann 1974 den rumänischen Pokal.

## Geschichte
Jiul Petroșani wurde im Jahr 1919 von rumänischen Bergarbeitern als Clubul Atletic al Minerilor din Petroșani (Sportverein der Bergarbeiter aus Petroșani) gegründet. Nach der Änderung des Namens in UCA ale Societatii Petroșani erhielt er im Jahr 1929 seinen heutigen Namen. Vor dem Zweiten Weltkrieg spielte Jiul einige Male in der Divizia A, konnte sich aber nie lange halten.
Nach dem Zweiten Weltkrieg gehörte Jiul bei Wiederaufnahme des Spielbetriebs in der Divizia A im Jahr 1946 sofort dieser an. Im Zuge der Machtübernahme der Kommunisten im Jahr 1947 schloss sich Jiul der Gewerkschaft der Bergarbeiter an, von der es bis ins Jahr 1990 unterstützt wurde. 1949 wurde der Vereinsname in Partizanul Petroșani, 1950 in Flacăra Petroșani, 1952 in Minerul Petroșani und 1956 in Energia Petroșani geändert, ehe er im Jahr 1957 zu seinem heutigen Namen zurückkehrte.
In der Saison 1959/60 musste Jiul in die Divizia B absteigen, schaffte aber den sofortigen Wiederaufstieg. Nach dem erneuten Abstieg 1962 wurde der Verein erst 1965 wieder erstklassig.
Zu Beginn der 1970er-Jahre erlebte Jiul seine erfolgreichste Zeit. Nach dem verlorenen Pokalfinale im Jahr 1972 gegen Rapid Bukarest entkam Jiul in der Saison 1973/74 zwar nur knapp dem Abstieg, wurde aber im Finale gegen Politehnica Timișoara rumänischer Pokalsieger. Im Europapokal der Pokalsieger war aber bereits in der ersten Runde gegen Dundee United Endstation.
Dem Pokalsieg schlossen sich lange Jahre des Abstiegskampfes an, ehe Jiul im Jahr 1985 wieder in die Divizia B abstieg. In den Folgejahren wurde Jiul zur Fahrstuhlmannschaft, ehe nach dem Abstieg 1991 nicht sofort der Wiederaufstieg gelang. Nach einem Intermezzo von 1996 bis 1998 in der Divizia A gelang erst 2005 die Rückkehr. In der Saison 2006/07 stieg Jiul erneut in die Liga II ab. Im Mai 2008 löste Trainer Gheorghe Poenaru seinen Vertrag auf und Haralambie Antohi, der bisherige Trainer der zweiten Mannschaft, nahm seinen Platz ein. Im September 2008 wurde Antohi nach dem vierten Spieltag der Liga II 2008/09 entlassen und durch Daniel Timofte ersetzt. Timofte blieb bis November 2009 und Jiul wurde in der Winterpause der Saison 2009/10 aus der Zweitligameisterschaft ausgeschlossen, nachdem Spielergehälter in Höhe von 150.000 Euro nicht mehr bezahlt werden konnten.
Die Saison 2010/11 bestritt der Verein in der Liga IV, da er für die Liga III keine Lizenz erhalten hatte. Am 6. Dezember 2010 wurde der Trainer Toni Sedecaru von einem Trainerduo abgelöst, das aus Daniel Huza, einem ehemaligen Erstligaspieler von Jiul und Farul Constanța, und Damian Militaru bestand. Am Ende der Saison gewann Jiul zwar die Staffel des Kreises Hunedoara, verlor aber in dem Relegationsspiel um den Aufstieg in die Liga III gegen CS Flacăra Făget, den Vertreter des Kreises Timiș, mit 0:1. Um in der Saison 2011/12 dennoch in der Liga III mitspielen zu dürfen, stellten die Klubverantwortlichen beim rumänischen Fußballverband ein Gesuch, welchem am 15. August 2011 nach dem Ausschluss von ACU Arad stattgegeben wurde. Am 5. September 2011 ersetzte Marin Tudorache den bisherigen Trainer Huza, der in den ersten drei Ligaspielen nur einen Punkt geholt hatte und nun die zweite Mannschaft von Jiul aus der Liga IV übernahm.

## Erfolge
- Rumänischer Pokalsieger: 1974
- Rumänischer Pokalfinalist: 1972

## Bekannte Spieler
- Tiberiu Bone
- Florea Dumitrache
- Iuliu Farkaș
- Gheorghe Mulțescu
- Nicolae Negrilă
- Tudor Paraschiva
- Doru Pintilii
- Mihai Stoichiță
- Daniel Timofte
- Dumitru „Mache“ Vizitiu

## Ehemalige Trainer
- Rudolf Jenny (1939 bis 1940, 1945 bis 1948)
- Ioan Bailogh (1958 bis 1959, 1960)
- Viorel Tălmaciu (1963 bis 1964, 1979 bis 1980)
- Ștefan Coidum (1966 bis 1968, 1972 bis 1973)
- Titus Ozon (1968 bis 1970, 1974 bis 1975)
- Traian Ivănescu (1973 bis 1974)
- Gheorghe Ene (1976 bis 1977, Sommer 1978 bis Oktober 1978)
- Petre Libardi (1980 bis 1982, 1990 bis 1991)
- Gogu Tonca (1984 bis 1985, 1989 bis 1990, 1994 bis 1995)
- Gheorghe Mulțescu (1985 bis 1987, 2004 bis 2005)
- Dorel Maria (1988 bis 1989, 1997 bis 1999)
- Dumitru Marcu (1991 bis 1994, 1997 bis 1998, 2002, 2003, 2004)
- Marin Tudorache (1998 bis 2000, 2001 bis 2002, 2005, Oktober 2006 bis April 2007, seit 5. September 2011)
- Gabriel Stan
- Costel Roșu
- Ioan Sdrobiș
- Ion Constantinescu
- Daniel Gherasim
- Ionuț Popa (bis September 2004)
- Gigi Borugă
- Ionuț Chirilă (Sommer 2005 bis Dezember 2005)
- Aurel Șunda
- Florin Marin (bis Ende September 2006)
- Gheorghe Poenaru (bis Mai 2008)
- Haralambie Antohi (Mai 2008 bis September 2008)
- Daniel Timofte (September 2008 bis November 2009)
- Toni Sedecaru (bis 6. Dezember 2010)
- Daniel Huza (6. Dezember 2010 bis 5. September 2011)